# Уинкотт, Лен
Леонард «Лен» Уинкотт (англ. Len Wincott; 1907 — январь 1983) — английский моряк и коммунистический активист, бежавший в Советский Союз, где пережил блокаду Ленинграда и пострадал от сталинских репрессий.

## Поступление на флот
Лен Винкотт родился в 1907 году в бедной семье в Лестере. Не имея других вариантов, он вступил на службу в Королевский флот юнгой ещё в 15-летнем возрасте в 1923 году, пройдя подготовку в учебном центре в Шотли в Суффолке. Несмотря на низкую заработную плату, флот обеспечивал некоторую безопасность.

## Инвергордонский мятеж
В сентябре 1931 года, в разгар «Великой депрессии», новое национальное правительство начало сокращение государственных расходов. В государственном секторе, в том числе в ВМФ, заработную плату снизили на 10 %. Однако разных рангов сокращения коснулись по-разному. Моряки Атлантического флота, прибывшие в Инвергордон (на реке Кромарти-Ферт в Шотландии) в пятницу 11 сентября, узнали об этом из газетных сообщений. Уинкотт — тогда 24-летний опытный моряк, служивший на «Норфолке», организовал митинги, в результате которых крейсер оказался на два дня обездвижен.
Начавшийся Инвергордонский мятеж длился два дня (15-16 сентября 1931). Уинкотт с другим матросом 1-й статьи — Фредом Коупманом — вошли в стачечный комитет «Норфолка». Хотя волнения были полностью бескровными и закончились фактическим компромиссом, десятки зачинщиков и руководителей мятежа были брошены в тюрьму, а ещё сотни участников — уволены. В их числе был и Уинкотт.

## Активист Коммунистической партии
Вскоре после увольнения из Королевского флота Уинкотт стал участвовать в деятельности Коммунистической партии Великобритании, выступая на митингах и акциях по всей стране. Как подтверждают данные Национального архива, в течение всего этого времени за ним велась слежка, а его корреспонденцию перехватывали MI5. Уинкотт упоминает в своих мемуарах, что знал о надзоре спецслужб, и поимённо называет одного из информаторов. Отчасти из-за этого давления властей в 1934 году он решил бежать в Советский Союз. В своих мемуарах он утверждает, что сделал это по совету генерального секретаря Коммунистической партии Великобритании Гарри Поллитта, который, как сообщается, заверил его, что победа коммунизма во всём мире — это всего лишь вопрос времени.

## В Советском Союзе
Друзья-коммунисты переправили Лена в СССР, где его встречали как героя. Советская пропаганда сделала его символом борьбы британского рабочего класса за свои права. Он поселился в Ленинграде, где вступил в англо-американскую секцию Международного клуба моряков (морского интерклуба). Его работа заключалась в том, чтобы вести пропаганду достоинств коммунизма среди экипажей кораблей капиталистических стран. Он также написал рассказ из жизни английских моряков и был принят в Союз советских писателей.
Во время Второй мировой войны он пережил 900-дневную блокаду Ленинграда, но его русская супруга погибла.
В 1946 году обвинён в шпионаже в пользу Великобритании, арестован НКВД и обвинён по 58-й статье. После показательного суда он был приговорен к длительному сроку заключения в ГУЛАГе. Одно время он находился в том же трудовом лагере, что и Виктор Луи. Проведя почти одиннадцать лет в лагерях, он был реабилитирован во время начатой в 1956 году кампании десталинизации, но только после того, как написал письмо Никите Хрущёву.
Восстановился в Союзе писателей СССР, получил квартиру, снова женился на русской женщине — библиотекарше Елене. Был другом Доналда Маклейна.
Писал статьи для журнала Общества англо-советской дружбы, снимался в кино, где играл англичан: «Память сердца» (1959), «Академик из Аскании» (1961).
Если не считать визита в родную Великобританию в 1974 году, Уинкотт провел остаток своей жизни в Советском Союзе.
Умер в Москве в январе 1983 года. Согласно его последней воле, его прах был развеян над гаванью Девонпорта:
Мой корабль — коммунизм. Были бури, была сильная качка, но я всегда твердо стоял на палубе.Лен Уинкотт